# Kota Agung (Semendo Darat Tengah)
Kota Agung is een bestuurslaag in het regentschap Muara Enim van de provincie Zuid-Sumatra, Indonesië. Kota Agung telt 986 inwoners (volkstelling 2010).